# NEPTUNEPRESENTS 日本列島元気満点! 力あわせてゴーゴゴー!!
『NEPTUNE PRESENTS 日本列島元気満点!力あわせてゴーゴゴー!!』（ネプチューンプレゼンツ にっぽんれっとうげんきまんてん ちからあわせてゴーゴゴー）は、2002年10月9日から2003年3月19日までフジテレビで毎週水曜 19:57 - 20:54に放送されていたバラエティ番組である。

## 概要
『力の限りゴーゴゴー!!』の後継番組で、青春をテーマにしたドキュメントバラエティとして放送された。レギュラー出演者が多数いた『力の限り』とは違い、本番組のレギュラーはネプチューンのみだった。末期には『力の限り』に出演していた千秋もレギュラーに再加入したが、番組はそれから1か月ほどで終了、ネプも1999年春改編以来の深夜枠へいったん降格、移動となりネプリーグがスタートした。

## 出演者
- ネプチューン
- ボブ・サップ - 準レギュラー。
- 千秋 - 番組終了間際の2003年2月頃から出演。

## コーナー
- ハモネプニュース（不定期）
- シェフチューン → シェフネプ
- ハナホくん

## ボブ・サップ関連の企画
番組終了間際の2003年3月5日に、ボブ・サップがこの番組のプロデュースでシングル「SAPP Time!」をリリースした。この曲は、サップがCM出演していたロッテ「モナ王」のCMソングとなった。番組終了後の同年5月31日には、CDデビューに至るまでのドキュメンタリーを収めたビデオとDVD『SAPP Time The MOVIE!!』が発売された。

## スタッフ
- 構成：鈴木しゅんじ（萩本企画）、伊東雅司（オズマ）、渡辺哲夫、松井洋介、とちぼり元、渡辺真也、笹川勇、小野寺雅之、西田哲也、田中大祐
- 監修：玉井貴代志
- 美術制作：小須田和彦（フジテレビ）
- デザイン：吉田強
- 美術進行：林勇
- 大道具：西村幸也
- 装飾：岡田寿也
- 電飾：久光義紀
- 視覚効果：飯塚生臣
- アクリル装飾：北神窓夏
- 持道具：山本健史
- 衣裳：望月結花
- メイク：東まり子
- かつら：矢津田一寛
- CG：岩下みどり（ケネックジャパン）
- タイトル：佐々木千代乃
- アニメーション：森山ヒロカズ
- SW：河西純
- カメラ：横山政照、白石利彦
- 映像：原啓教、渡部絢子
- 音声：片山勇、安澤貴幸
- 照明：本沢啓史、栗林良彦
- TK：山口奈保美
- 編集：浜野元久
- MA：長田浩幸
- 音響効果：志田博英・高田智彰（3×7）
- ナレーション：平井誠一、萩原えみこ
- 技術協力：ニユーテレス、FLT、共同テレビジョン、IMAGICA、ビデオスクエア
- 制作協力：日本テレワーク、IVSテレビ制作 / ワタナベエンターテインメント
- 広報：釜萢太郎（フジテレビ）
- ロケプロデューサー：児玉佐知子・岡庭幸代（日本テレワーク）、武政美樹（IVSテレビ制作）
- ロケディレクター：武島義之・大錦玄孝・村上俊教（日本テレワーク）、中村秀樹（IVSテレビ制作）、原武範（アズバーズ）
- スーパーバイザー：星野淳一郎
- プロデューサー：古賀憲一（日本テレワーク）、長尾忠彦（IVSテレビ制作）、西雅史（D:COMPLEX）、帽田基資（ワタナベデジタルメディアコミュニケーションズ） / 宮道治朗・高橋正秀・朝妻一（フジテレビ）
- 演出：石川陽（日本テレワーク）、福浦与一（IVSテレビ制作）
- チーフプロデューサー：吉田正樹
- 制作：フジテレビ制作センター
- 制作著作：フジテレビ